# جهاز الاستخبارات الأمنية الفنلندية
{{صندوق معلومات وكالة حكومية
| الإحداثيات = جهاز الاستخبارات الأمنية الفنلندية ( Supo ) ، المعروفة سابقًا بشرطة الأمن الفنلندية ، هي وكالة الأمن والاستخبارات في فنلندا المسؤولة عن الأمن القومي ، مثل مكافحة التجسس ومكافحة الإرهاب ، الخاضعة لولاية وزارة الداخلية . تعمل منذ عام 1949 ومقرها في هلسنكي ، وكان لديها 291 موظفًا وميزانية قدرها 27.9 مليون يورو في عام 2016. كان للدائرة دور مميز خلال الحرب الباردة في مراقبة الشيوعيين وكذلك في التوازن بين الاستقلال الفنلندي والاسترضاء السوفياتي ( التوطين ) ؛ بعد تسعينيات القرن الماضي، ركزت بشكل أكبر على مكافحة الإرهاب وفي 2010s على منع العمليات الهجينة التي تجمع بين الحرب التقليدية والحرب غير النظامية والحرب السيبرانية.